# Corrie ten Boomhuis

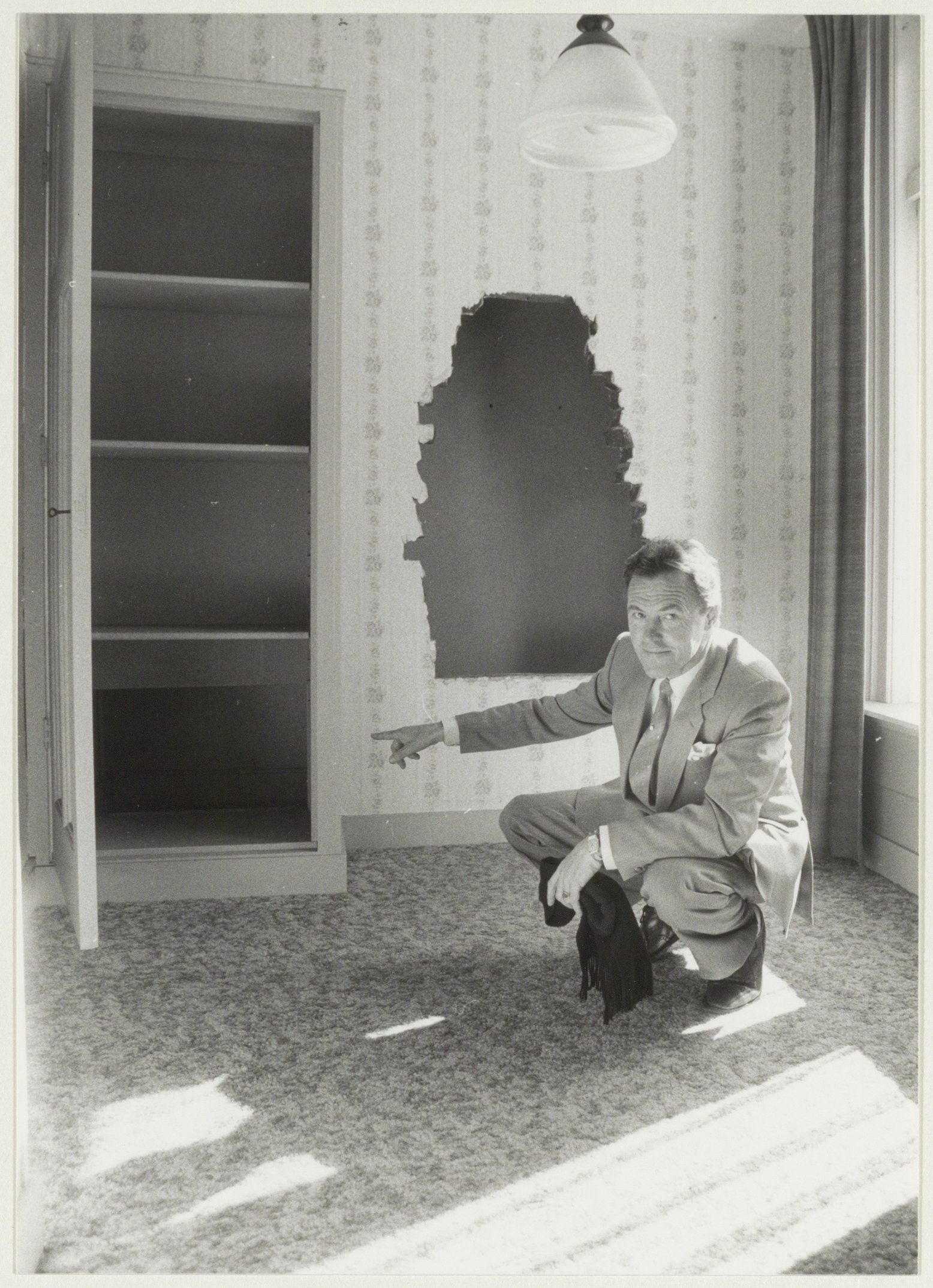
De toegang tot het geheime kamertje in het Corrie ten Boomhuis

Het Corrie ten Boomhuis is een museum ter nagedachtenis aan Corrie ten Boom en is gelegen aan de Barteljorisstraat 19 in de Noord-Hollandse stad Haarlem.
Van 1837 tot 1944 was in het pand de klokken- en horlogewinkel van de familie Ten Boom gevestigd. Het huis daarboven werd bewoond door de familie, laatstelijk door Casper ten Boom en zijn ongehuwde dochters Betsie en Corrie. Casper ten Boom was als horlogemaker internationaal bekend. De familie noemde het huis de Béjé, een afkorting van Barteljorisstraat.

## Oorlogsjaren
In de oorlog werd het huis een opvangplek voor Joden en verzetsstrijders. In een van de kamers werd een valse muur gebouwd waarachter men zich bij een inval kon verbergen. Het huis is eigenlijk samengesteld door twee naast elkaar gelegen panden aan elkaar te bouwen. Daardoor heeft het ongelijke vloeren en kamers van verschillende grootte en daardoor was het mogelijk een geheime kamer te bouwen zonder dat direct opviel dat er ergens een loze ruimte was.
De Gestapo deed een inval op 28 februari 1944. Zes personen verborgen zich in de geheime kamer en werden niet gevonden. De drie vaste bewoners werden gearresteerd. Casper en Betsie overleden in gevangenschap. 

## Na de oorlog
Na de oorlog was Corrie ten Boom de enige overlevende van de drie bewoners van het pand en dus eigenaar van de woning. Toen ze haar wereldwijde zendingsreizen begon verkocht ze het pand. De valse muur werd weggebroken door de nieuwe bewoners. Het pand aan de Barteljorisstraat werd weer gebruikt als woning en horlogewinkel, wel onder de vermaarde naam Ten Boom maar niet meer door de familie Ten Boom. 
De horlogewinkel kreeg veelvuldig bezoek van buitenlandse toeristen toen Corrie ten Boom vooral in de Verenigde Staten steeds bekender werd, maar de woning was niet beschikbaar voor bezichtiging.

## Opening van museum
In 1983 werd het woonhuis aangekocht en gerenoveerd door de stichting Corrie ten Boom Fonds. Op 15 april 1988, vijf jaar na de sterfdag van Corrie ten Boom, werd het als museum geopend. Het pand werd huiselijk ingericht in de stijl van de oorlog. De valse muur werd opnieuw gebouwd. In de nieuwe muur is een gat gehakt zodat bezoekers de geheime kamer goed kunnen zien zonder door het kleine gat naar binnen te kruipen.
De horlogewinkel bleef er, maar gescheiden van het huis en het museum, en niet meer onder beheer van de familie Ten Boom. In 2019 werd de horlogewinkel gesloten en werd deze bij het museum getrokken en verbouwd tot museumwinkel.